# Rudolf Ruedemann
Rudolf Ruedemann (né le 16 octobre 1864 à Georgenthal, duché de Saxe-Cobourg et Gotha et mort le 18 juin 1956) est un paléontologue américain d'origine allemande.

## Biographie
Ruedemann étudie la géologie à l'université d'Iéna, où il obtient son doctorat en 1887 (thèse: Les phénomènes de contact sur le granit de Reuth près de Gefrees) et à l'université de Strasbourg, où il est assistant à partir de 1887 (et obtient de nouveau son doctorat). En 1892, il se rend aux États-Unis, où il est professeur de lycée dans l'État de New York (à Lowville, Dolgeville) et à partir de 1899 au State Museum of New York à Albany, après avoir attiré l'attention du paléontologue d'État James Hall et de John Mason Clarke par des études sur les graptolites (Diplograptus). Il est le d'abord paléontologue adjoint d'État et, à partir de 1926, succède au paléontologue de l'État de New York, Clarke. En 1916, il est président de la société de paléontologie.
Il traite de la paléontologie des invertébrés, en particulier des graptolites, mais aussi des coraux, des eurypteridés, des trilobites et des céphalopodes. En 1937, il prend sa retraite. Pendant de nombreuses décennies, il est considéré comme le principal spécialiste des graptolites aux États-Unis.
En 1890, il épouse Elizabeth Heitzmann.

## Honneurs
En 1912, il est élu membre de l'Académie allemande des sciences Leopoldina. En 1928, il devient membre de l'Académie nationale des sciences.